# Tour La Marseillaise
Tour La Marseillaise – wieżowiec w Marsylii, we Francji, w dzielnicy Euroméditerranée.
Ta wieża jest drugą co do wysokości wieżą biurową w Marsylii. Zaprojektował go architekt Jean Nouvel.
Z wysokością 136 m jest piątą co do wysokości wieżą prowincjonalną po dwóch wieżach Lyonu, Tour Incity (200 m), Tour Part-Dieu (165 m), Tour CMA CGM w Marsylii (145 m) i Tour Bretagne w Nantes.